# Анкона
Анко́на (на италиански: Ancona) е пристанищен град в Италия, столица на регион Марке, административен център на едноименна провинция. Населението му е 102 047 по данни от преброяването към 31 декември 2008 г.
Разположен е на брега на Адриатическо море - най-голямото естествено пристанище на Централна Адриатика. Бреговата линия има формата на лакът, откъдето се смята, че е дошло и името на селището (на гръцки: Αγκών, на латински: Ankon,). Известен е и като Дорийския град.
Има жп гара, пристанище и летище. Морската гара се намира на пристанището Санта Мария. От Анкона се осъществява постоянна връзка с фериботи между Италия и Хърватия, Албания, Черна гора, Гърция и Турция.

## История
Анкона е колония (основавана през 387 г. пр.н.е) на гръцкия град Сиракуза на остров Сицилия. От гърците в града се е произвеждало естественото багрило пурпур.
И след превземането си от римския флот в Илирийската война (178 пр.н.е., Тит Ливий) Анкона запазва гръцкия си облик. Има своя монета (с изображение от едната страна на ръка, държаща палмова клонка, и глава на Афродита от другата страна), а населението продължава да говори на гръцки. Гай Юлий Цезар завладява града, веднага след като преминава Рубикон. Поради естествената си защитеност и близостта си с Далмация пристанището има огромно значение и по времето на Римската империя; разширено е от император Марк Улпий Траян.

## Личности
Родени
- Вирна Лизи (1936 – 2014), италианска киноактриса

## Побратимени градове
- Галац, Румъния
- Сволвер, Норвегия
- Сплит, Хърватия от 1970 г.